# Шавру
Шавру (фр. Chevroux) је насељено место у Француској у региону Рона-Алпи, у департману Ен (Рона-Алпи).
По подацима из 2011. године у општини је живело 938 становника, а густина насељености је износила 54,53 становника/km².

## Демографија
| 1962. | 1968. | 1975. | 1982. | 1990. | 2011. |
| ----- | ----- | ----- | ----- | ----- | ----- |
| 637   | 587   | 516   | 517   | 586   | 938   |